# Благовест (посёлок)
Благове́ст — опустевший посёлок в Комаричском районе Брянской области, входит в состав Лопандинского сельского поселения.

## География
Находится в юго-восточной части Брянской области на расстоянии приблизительно 3 км на север-северо-запад по прямой от районного центра посёлка Комаричи к востоку от железнодорожной линии Навля — Льгов.

## История
Посёлок известен с 1920-х годов. В середине XX века работал колхоз «Победитель». На карте 1941 года отмечен как поселение с 34 дворами.

## Население
| 2010 | 2013 |
| ---- | ---- |
| 0    | →0   |

Численность населения: 153 человека в 1926 году, 5 человек (русские 100 %) в 2002 году, 0 человек в 2010 году и 2013 году.